# يازليك (أديامان)
يازليك (بالكردية: Kerdiz‏) (بالتركية: Yazlık)‏ هي قرية كرديّة تتبع إداريّاً لمديرية أديامان في محافظة أديامان التركية الواقعة في جنوب شرق الأناضول. وبلغ عدد سكانها 141 نسمة في عام 2021.